# Ernst Fogman (militär)
Ernst Jacob Fogman, född 31 december 1880 i Stockholm, död 2 juli 1961 i Stockholm, var en svensk officer i Armén och Flygvapnet.

## Biografi
Fogman blev underlöjtnant 1901. Mellan åren 1917 och 1920 var han chef för Arméns flygkompani på Malmen. Mellan åren 1926 och 1936 var han chef för Flygstyrelsens byrå. Mellan åren 1936 och 1943 han chef för Flygförvaltningens byggnadsavdelning. Fogman är en av de personer som var med och bildade det svenska luftförsvaret, då han på eget bevåg lade beslag på två Phönix-plan, vilka bildade stommen i Arméns flygkompani på Malmen. Han befordrades till överste 1929.
Fogman invaldes i Krigsvetenskapsakademien 1926. Han blev riddare av Vasaorden 1921 och av Svärdsorden 1922 samt kommendör av andra klassen av sistnämnda orden 1932, kommendör av första klassen av samma orden 1935 och av Vasaorden 1947.
Ernst Fogman  var son till läkaren och musikern Ernst Fogman. År 1945 gifte han sig med Astrid Marklund. Makarna Fogman är begravda på Norra begravningsplatsen utanför Stockholm.